# Elena Belmonte
Elena Belmonte Salmón (Alcázar de San Juan, 27 de agosto de 1958) es una escritora española.

## Trayectoria
Como narradora, Elena Belmonte es autora de los libros de relatos Que hablen las farolas (Libertarias, 1998), Comamos algo (Gens, 2007) y de la novela La época del agua (Mondadori, 2005). Su relato Los hambrientos forma parte de : Narradoras del siglo 21 (Institución Fernando el Católico, 2011), donde también figuran otras importantes escritoras como Belén Gopegui, Cristina García Morales, Mercedes Abad, Marta Sanz o Lolita Bosch.
Como dramaturga, es autora de las obras teatrales Los vanidosos (estrenada en Madrid en 2006), Clara sin burla (ganadora del Premio “Textos Teatrales Villa de Pinto  y “José Baeza Clemares 2009, publicada por en 2007), Baile de huesos (ganadora del Premio “Lázaro Carreter y representada en Suiza, en Buenos Aires, y en Madrid, publicada por  de Directores de Escena en 2010), El almacén, La herida (publicada por  de Directores de Escena en 2016) y Mecánica del rencor.
Autora de los monólogos teatrales: Ventanas, Años de agua y Un tipo responsable (publicados por  de Autores de Teatro de Madrid y representados en el Festival de Otoño y en los Maratones de Madrid). Autora también de los monólogos teatrales Nadie tiene la culpa (I Accésit “José Moreno Arenas 2014), Molly, mi Molly, Perséfone fuma y No metamos a Dios en esto.
Su escritura se caracteriza por la mezcla de lo real y lo poético, por la naturalidad y la riqueza de sus diálogos.
Formada en técnicas de interpretación y doblaje, durante años forma parte de diferentes compañías teatrales, como “” o “Cal y Yelmo” y trabaja como actriz de doblaje. En 2005 funda su propia productora Delirios y frambuesas y estrena su primera obra, dirigida por Manuel Galiana.
Formada en Dramaturgia y en Técnicas narrativas, desde 2005, se dedica a impartir cursos de escritura teatral, escritura narrativa (relato y novela) y talleres de animación a la lectura en diferentes centros (Escuela de Escritores de Madrid, Escuela de Escritores de Alcázar de San Juan o Casa de Letras de Buenos Aires).

## Obra publicada
Teatro
- Clara sin burla (AAT, 2007)
- Baile de huesos (ADE, 2010)
- La herida (ADE, 2016)
- Ventanas (en La confesión, para un espectáculo de Walter Manfré- AAT, 2001)
- Años de agua (en Maratón de Monólogos, AAT, 2006)
- Un tipo responsable (en Maratón de Monólogos, AAT, 2007)
- Nadie tiene la culpa (en 2014)

Libros de relatos
- Que hablen las farolas (Ediciones Libertarias, 1998)
- Comamos algo (Gens, 2007)[3]

Novelas
- La época del agua (Caballo de Troya- Mondadori, 2005)

Antologías
- Watchwomen: Narradoras del siglo 21

Galardones
- 1996: I Certamen de Relato Breve Café Madrid, por el relato Destino: Madrid
- 1996: V Certamen de Relato Breve Ateneo Cultura, por el relato Destino: Madrid
- 2000: III Certamen de Relato breve Casa de , por el relato Irene y las horas
- 2007: Premio Textos Teatrales Villa de Pinto, por Clara sin burla [4]
- 2009: Premio José Baeza Clemares, por Clara sin burla
- 2010: Premio Lázaro Carreter, por Baile de huesos [5]
- 2014: I Accésit José Moreno Arenas, por Nadie tiene la culpa